# ピオトル・ジワ
ピオトル・パヴェウ・ジワ（Piotr Paweł Żyła、1987年1月16日 - ）はポーランド、シロンスク県チェシン出身のスキージャンプ選手である。

## プロフィール
ジワは8歳の時KS Wisła Ustronianka でスキージャンプを始めた。2003年に国際大会出場初出場、2003-2004シーズンからスキージャンプ・コンチネンタルカップに参戦した。
2005年のノルディックスキージュニア世界選手権では団体戦で銀メダルを獲得した。
2006年1月の札幌遠征でコンチネンタルカップ3連戦に出場した後翌週のスキージャンプ・ワールドカップ（大倉山ジャンプ競技場にも出場、ワールドカップデビューを果たすと19位と20位に入りポイントを獲得した。
2007年ノルディックスキー世界選手権代表に選ばれ、個人戦は2本目に進めなかったが団体戦では5位となった。
2011年ノルディックスキー世界選手権に2大会ぶりに出場、ノーマルヒル個人19位、同団体4位、ラージヒル個人21位、同団体5位の成績を残した。
アダム・マリシュ引退後の2011/12シーズンからようやくワールドカップに定着するようになり、2012/13シーズンは2013年ノルディックスキー世界選手権代表に選ばれてマチェイ・コット、ダヴィド・クバッキ、カミル・ストッフと組んだラージヒル団体で銅メダルを獲得した。3月17日にホルメンコーレン大会でグレゴア・シュリーレンツァウアーと同点優勝、スキージャンプ・ワールドカップ初勝利をあげた。総合では自己最高の15位となった。
2014年ソチオリンピックに出場、ラージヒル34位で団体4位のメンバーとなった。
世界選手権には連続して出場しており、2015年ファールン大会では団体銅メダル、2017年ラハティ大会では個人ラージヒル銅メダル、団体金メダル、2021年オーベルストドルフ大会では個人ノーマルヒル金メダル、団体銅メダル、2023年プラニツァ大会では個人ノーマルヒルを連覇している。また、スキーフライング世界選手権でも2018年および2020年の団体銅メダルのメンバーとなった。ワールドカップでは2019/20シーズンのバート・ミッテルンドルフ大会で7期ぶりに2勝目を挙げ総合11位、2020/21シーズンは2位2回、3位3回で総合7位であった。

## 主な競技成績

### オリンピック
- 2014年ソチオリンピック ( ロシア)
  - 個人ラージヒル 34位
  - 団体ラージヒル 4位
- 2022年北京オリンピック（ 中国）
  - 個人ノーマルヒル　21位
  - 個人ラージヒル　18位
  - 男子団体ラージヒル　6位

### 世界選手権
- 2007年札幌大会 ( 日本)
  - 個人ノーマルヒル　42位
  - 個人ラージヒル　35位
  - 団体ラージヒル　5位
- 2011年オスロ大会 ( ノルウェー)
  - 個人ノーマルヒル 19位
  - 個人ラージヒル 21位
  - 団体ノーマルヒル 4位
  - 団体ラージヒル 5位
- 2013年ヴァル・ディ・フィエンメ大会 ( イタリア)
  - 個人ノーマルヒル 23位
  - 個人ラージヒル 19位
  - 団体ラージヒル 3位
- 2015年ファールン大会 ( スウェーデン)
  - 個人ノーマルヒル 33位
  - 個人ラージヒル 9位
  - 団体ラージヒル 3位
- 2017年ラハティ大会 ( フィンランド)
  - 個人ノーマルヒル 19位
  - 個人ラージヒル 3位
  - 団体ラージヒル 1位
- 2019年ゼーフェルト大会 ( オーストリア)
  - 個人ノーマルヒル 33位
  - 個人ラージヒル 19位
  - 男子団体ラージヒル  4位
- 2021年オーベルストドルフ大会 ( ドイツ)
  - 男子個人ノーマルヒル 1位
  - 混合団体ノーマルヒル 6位
  - 男子個人ラージヒル 4位
  - 男子団体ラージヒル  3位
- 2023年プラニツァ大会 ( スロベニア)
  - 男子個人ノーマルヒル 1位
  - 混合団体ノーマルヒル 8位
  - 男子個人ラージヒル 9位
  - 男子団体ラージヒル  4位
- 2025年トロンハイム大会 ( ノルウェー)
  - 個人ノーマルヒル 20位

### フライング世界選手権
- 2008年オーベルストドルフ大会（ ドイツ）
  - 個人 予選不通過
  - 団体 10位
- 2012年ヴィケルスン大会（ ノルウェー）
  - 個人 33位
  - 団体 7位
- 2018年オーベルストドルフ大会（ ドイツ）
  - 個人 17位
  - 団体 3位
- 2020年プラニツァ大会（ スロベニア）
  - 個人 7位
  - 団体 3位
- 2022年ヴィケルスン大会（ ノルウェー）
  - 個人 15位
  - 団体 5位
- 2024年バート・ミッテルンドルフ大会（ オーストリア）
  - 個人 6位
  - 団体 8位

### ジュニア世界選手権
- 2005年ロヴァニエミ大会（ フィンランド）
  - 個人ノーマルヒル 13位
  - 団体ノーマルヒル 2位

### ワールドカップ
- 通算2勝、2位7回、3位14回 (2024/25シーズンまで)

| シーズン | 順位 | ポイント |
| -------- | ---- | -------- |
| 2005/06  | 51.  | 23       |
| 2006/07  | 55.  | 34       |
| 2007/08  | .    | 0        |
| 2008/09  | 81.  | 4        |
| 2009/10  | .    | 0        |
| 2010/11  | 54.  | 37       |
| 2011/12  | 19.  | 267      |
| 2012/13  | 15.  | 485      |
| 2013/14  | 20.  | 343      |
| 2014/15  | 19.  | 474      |
| 2015/16  | 35.  | 89       |
| 2016/17  | 11.  | 634      |
| 2017/18  | 16.  | 403      |
| 2018/19  | 4.   | 1131     |
| 2019/20  | 11.  | 617      |
| 2020/21  | 7.   | 825      |
| 2021/22  | 14.  | 480      |
| 2022/23  | 6.   | 984      |
| 2023/24  | 25.  | 292      |
| 2024/25  | 39.  | 80       |